# Eburodacrys apua
Eburodacrys apua är en skalbaggsart som beskrevs av Martins och Maria Helena M. Galileo 2005. Eburodacrys apua ingår i släktet Eburodacrys och familjen långhorningar. Inga underarter finns listade i Catalogue of Life.